# Siponių atodanga
Siponių atodanga este o arie protejată (arie specială de conservare — SAC, sit de importanță comunitară — SCI) din Lituania întinsă pe o suprafață de 3 ha, integral pe uscat.

## Localizare
Centrul sitului Siponių atodanga este situat la coordonatele 54°30′43″N 23°59′59″E / 54.5119°N 23.9997°E.

## Înființare
Situl Siponių atodanga a fost declarat sit de importanță comunitară în iunie 2005 pentru a proteja un număr necunoscut de specii din flora spontană și fauna sălbatică aflate în arealul zonei. Situl a fost protejat și ca arie specială de conservare în iunie 2021.

## Biodiversitate
Situată în ecoregiunea boreală, aria protejată conține 1 habitat natural: Pante stâncoase silicioase cu vegetație casmofită.
La baza desemnării sitului se află un număr nedeclarat de specii protejate.